# 조지아 내전
조지아 내전(Georgian Civil War)은 남오세티야(1988~1992년)와 압하스(1992~1993년) 내 민족간 국내 충돌이며, 1991년 12월 21일 ~ 1992년 1월 6일에 처음으로 민주적으로 선출된 조지아의 대통령 즈비아드 감사쿠르디아와 그 뒤로 권력을 되찾으려고 시도한 봉기(1993년)에 대항한 격렬한 군사 쿠데타이기도 했다.
감사쿠르디아의 반란은 마침내 패배했고, 그 반면, 남오세티야와 압하스 충돌은 그 두 지역들이 모두 다 법적으로는 아니지만 사실상 조지아로부터 분리되는 결과를 낳았다. 그 결과로, 두 충돌은 오래 꾸물거리면서도, 가끔씩 확 타오르는 양상을 보였다.

## 민족간 충돌
소수 민족 분리주의 운동은 기본적으로 오세티야와 압하스 민족 분리 운동이며, 1990년대 초반 새로운 질서에 관한 마무리 승인을 요구했다. 민족적으로 새롭게 국가적 특권을 얻으려는 주장은, 조지아가 강제적으로 민족 분리주의를 단념시키려고 군대를 동원해 대응하게 했다. 1991년 1월 5일 조지아의 국가 요인 경호대는 남오세티야의 수도 츠힌발리로 진입해서 도시를 포위했다. 조지아-오세티야 충돌은 감사쿠르디아 정부가 직면한 첫 번째 중대한 위기였다.
USSR 해체 시기 미국 정부는 국경에 관한 1993년 몰로토프-리벤트로프 협정을 합법적으로 승인했다(프랭클린 D. 루즈벨트 정부는 그 해가 지나갈 무렵 크렘린과 외교 관계를 맺었다.). 이로 말미암아 조지 H. W. 부시 행정부는 발틱 SSRs의 분리를 공식적으로 지지했지만, 그 문제가 조지아, 아르메니아, 아제르바이잔과 소비에트 내부에서 발생하여 1920년대부터 변함없이 USSR의 국경으로 나뉜 내부 지역들인 트란스캅카스의 나머지 지역들의 영토 분쟁과 독립을 서로 연관지어 생각하지는 않았다.

## 시민 동요
즈뱌드 감사쿠르디아 정부에 대항한 반대 운동은 중대한 정치적 논쟁을 야기했고, 논쟁은 곧바로 1991년 말 폭동으로 변했다. 9월 2일 트빌리시에서 일어난 대규모 반대 시위에 경찰은 적소에 배치하고, 많은 저항자가 체포됐고, 그들 본부가 급습당했으며, 친반대파 신문사는 폐쇄되었다. 중요한 국가의 준군사 세력인 조지아 국가 요인 경비대는 친, 반감사쿠르디아의 두 파로 쪼개졌다. 또 다른 강력한 준군사 조직인 므케드리오니로와 자바 로세리아니가 반대파 편에 서서 이끌기도 했다.
시위대와 장벽-건물은 다음 세달동안 나타났다. 9월 22일에 트빌리시에서 첫 번째 사고가 발생했고, 9월 24일에는 트빌리시에 비상 사태 경보가 발령되었다. 10월 4일에는 반-감사쿠리디아 단체들이 감사쿠르디아의 옹호자들을 공격했다. 한명의 대통령 지지자가 살해당했다. 1991년 10월 말경, 국가 민주당(NDP)의 반대파 지도층 대부분이, 기오르기 찬투리아의 지시에 의해, 체포됐다. 이전 국가 안보부 지도자 텡기즈 키토바니의 무장 지원군들이 트빌리시 교외로 철수 하는 바람에 교창상태가 이어졌다. 그들은 1991년 12월 말까지 그 곳에 주둔했으며 세력 다툼은 감사쿠르디아 대통령이 위기의 평화적인 극복을 위한 아무런 기회조차 남겨두지 않았다고 주장하는 반대파들에 의해 격해졌다.

## 쿠데타
1991년 12월 20일, 키토바니의 전사들은 감사쿠르디아에 대항하여 마지막 맹습을 시작하기 위해 부대로 복귀했다. 무장한 반대파들은 므크헤드리오니의 지도자 자바 로셀리아니를 내보냈고 트빌리시 중심가에 장애물들을 설치했다. 12월 22일, 반란군은 몇몇 공공 기관을 포위했고, 감사쿠라다와 그의 지지자들이 은신하고 있던 의회 건물을 공격했다. 일찍이 도시 대부분을 통제하게 된 반란군들은, 일제히, 친감사쿠르디아편의 저항자들을 난폭하게 저지하며 트빌리시를 에워쌌다. 그들은 군중들에게 발포했고, 여러명이 죽고 부상당했다.
1992년 1월 6일, 감사쿠르디아 대통령은 그의 정부의 다른 임원들과 함께 먼저 아르메니아로 달아날 수 밖에 없었고, 그리고 나서 체첸으로 갔고, 다음 19개월 동안 형식만 갖춰진 추방 정부를 이끌었다.
전투가 계속되는 여러 날 동안에, 도시의 주 도로인 루스타벨리 대로는 파괴되었고 최소한 113명이 살해당했다.

## "즈뱌디스트" 저항
일격이 성공하고 난 다음에는, 조지아에 임시 정부와 국방 위원회가 구성됐다. 처음에는 자바 로세리아니, 텡기즈 시구아와 텡기즈 키토바니의 3인 정치가 시작되었지만, 얼마 못가 이전 공산당 지도자 에두아르트 셰바르드나제가 1992년 3월에 트빌리시로 돌아와 그자리를 자지했다. 1992년 선거로 셰바르드나제는 국회 의장과 국가 원수로 등극했다.
즈뱌드 감사쿠르디아의 부재에도 불구하고, 조지아 내부, 특히, 농업 지역들과 그의 고향인 서부 조지아의 사메그렐로 지방에는 실질적인 그의 지원 세력들이 산재해 있었다. 축출된 대통령의 지지자들인 "즈뱌디스트"는 정부의 권력과 준군사 조직들의 난폭한 억압에 자발적인 길거리 시위의 용맹으로 대응했다. 친, 반캄사쿠라다 세력들의 충돌은 1992년과 1993년 전체에 걸쳐 계속되었고 그 동안에 즈뱌드 감사쿠르디아의 지지자들은 정부 관계자들을 포로로 잡았고 정부 권력은 최근 보복에 대한 앙갚음을 하였다. 가장 심각한 사고중에 한 건은 1992년 6월 24일에 트빌리시에서 발생했다. 그 때, 무장한 감사쿠르디아의 지지자들은 국립 TV 방송국을 포위했다. 그러나, 그들은 국가 경비대에 의해 해산됐다.
무장한 "즈뱌디스트"는 타도된 대통령의 지지자들의 피난처가 되었던 감사쿠르디아의 출생지인 사메그렐로 지역에 대한 통제권을 실제적으로 새 정부에게 가져다 놓았다. 향후에 지역 주민들과 셰바르드나제 정권이 서로 맞닥드리게 한 그 지역에서 많은 흉폭하고 잔학한 행위가 므크헤드리오니와 정부 권력에 의해 자행되었다.
서부 조지아에서의 일격과 무장 충돌들에 뒤따라, 남서부의 아자리야 자치국의 지도자 아슬란 아바시제는 행정상 국경을 폐쇄했고 아자리야 영토의 출입구 두 곳을 모두 막았다. 그 결정으로 그 지역에는 아바쉬제 독재의 준-분리주의 관리 체제가 들어서게 됐고, 지역 정부와 조지아의 중앙 정부 사이에 관계된 장기간의 문제들이 생겼다.

## 남오세티야와의 전쟁과 압하스와의 전쟁
1992년 2월에는 전쟁의 강도는 산발적으로 러시아가 연루되기도 하면서 남오세티야에서 단계적으로 커졌다. 내부 불안정과 정치적인 혼란을 겪게 된 셰바르드나제는 러시아와의 전쟁을 피하기 위해 정전 협정에 동의 했다. 1992년 7월 14일, 공동 조정 위원회와 러시아-조지아-오세티야 공동 군사 정찰대로 구성된, 평화 유지 작전이 개시되었다.
1992년 여름에는, 또 다른 분리주의 지역인, 압하지야의 긴장들은 아주 가까이에서 전규모의 조지아-압하스 충돌로 발전되고 있었다. 8월 14일, 조지아 병력들은 압하지야로 들어가 분리주의자 민병들의 무장을 해제했다. 1993년 9월 27일, 그 지역에 거친 전투가 지나가고 난 후에, 같은 해 9월 말에 러시아 세력을 등에 업은 분리주의자들이 반격했고 그 지역의 수도 수후미를 탈환했다. 조지아 군의 패배는 압하지야의 조지아인 대다수에 대한 인종 청소로 이어졌다. 그 전쟁은 양쪽 도합 거의 2만명의 사망자와 약 26만명의 피난자와 국내실향민을 만들어냈다..

## 1993년 내전
압하지야 전쟁 기간 동안에 바흐탕(로티) 코발리아의 민병들의 역할은 이전 대통령 지지자들의 중요한 세력이었고, 논란이 계속되었다. 코발리아의 민병은 압하지야의 타미시의 마을 인근에서 조지아 편에 서서 싸웠고, 압하스-북부 캅카스 특공대를 무찌르는데 중요한 역할을 했다. 그 단계는 셰바르드나제에 의해 '국가간 화해의 시작'으로 평가되었다. 같은 시기에, 그들은 후후미와 셰바르드나제의 정책에 대한 공공의 불만 표출자들이 함락될 것을 예감하고 행동을 전개하기 시작했으며, 그들의 예상대로 됐다.(그들이 공식적으로 정했다.) 7월 9~10일에는, 1992년 1월에 축출된 이전 최고 회의의 대리 72명이 죽디디 시에서 회의를 가졌고 '합법적 정부의 복원'을 공표했다. 그들의 TV 채널은 소식을 더 신속히 전달하게 되었다. 7~8월에 코발리아의 민병은 사메그렐로 주의 중요한 위치에 그들의 통제 본부를 효과적으로 설치했다.
1993년 10월 즈뱌드 감사쿠르디아는 압하지야 분쟁 덕에 서부 조지아의 주그디디로 돌아갈 수 있는 잇점을 얻게 되었고, 열정적으로 집회를 열었지만, 혼란에 빠져 평이 좋지 않은 에두아르트 셰바르드나제 정부에 대항하는 사메그렐로 지역의 조지아인들은 통합이 되지 않았다. 압하지야 재앙 이후에 감사쿠르디아가 조지아의 지배로부터 구해주기 위해 돌아올 것을 맨먼저 알렸는데도 불구하고, 그는 사실상 분리 지역에서 후퇴한 조지아 병력의 일부를 무장해제 시켰고 사메그렐로 지역의 중요한 곳곳에 그를 위한 통제 본부를 세웠다. 전직 대통령의 발전으로, 그는 러시아 군대의 원조를 요청할 수 있게 됐고, 셰바르드나제는 독립 국가 연합(CIS)에 가입하게 되었다. 10월 중순에, 러시아 무기의 증가, 안전 보급로, 기술 지원은 감사쿠르디아에 대항하는 흐름을 돌렸다. 10월 20일에는, 대략 2천명의 러시아 부대가 조지아의 철도를 지키기 위해 이동했다.
1993년 10월 22일, 정부의 군대는 로티 코발디야 대령이 지휘하고 샤메그렐로 주에 주둔한 러시아 군대의 원조를 받고 있는 친감사쿠르디아에 대항하여 전시 태세에 돌입했다. 전직 대통령의 군대는 10월 27일에 역습했다. 막중한 전투는 코비와 세나키 마을 주변으로 집중되었다. 11월 2일, 에두아르트 셰바르드나제와 흑해 함대 해군 장군 E. 발틴 총사령관의 동의에 이어, 러시아 해군 부대는 정부를 합병하여 주요 항구 곳곳을 통제하고 마을의 질서를 확립하기 위해 포티에 상륙했다. 1993년 11월 4일, 정부의 군대는 즈뱌디스트 민병대의 방어선을 톨파하고 11월 6일에는 불필요한 전투없이 죽디디로 진입했다. 즈뱌드 감사쿠르디야와 그의 경호원들은 정부군에 쫓겨 숲속으로 도망쳤다. 그는 12월 말경에 죽었는데 논쟁의 여지가 있다. 후일에 보고된 바에 의하면 감사쿠르디아는 12월 31일에 (서부 조지아의 사메그렐로 지역의) 지카슈카리 마을에서 자신에게 총을 쏴 스스로 목숨을 끊었다고 한다. 반란은 짓밟혔고 그 지역은 친정부 준군사조직에 의해서 황폐화가 되었다. 여러 즈뱌디스트 간부들은 이듬 해에 체포되었다.

## 여파
3년간의 내전은 십년의 정치적 불안정, 오래 지속되는 재정상, 경제적, 그리고 사회적인 위기를 초래했다. 그 상황은 1995년에 안정되기 시작했다. 그러나 극단적인 "즈뱌디스트"는 테러 행위와 사보타주를 조직했다. 그들은 1998년 2월 9일에 에두아르트 셰바르드나제 대통령의 암살 시도로 인해 기소되었다. 며칠 후에, 이전 대통령의 지지자들은 4명의 UN 감찰관을 납치해서 서부 조지아의 죽디디에 있는 그들의 시설로 데려 왔다. 인질범 중 몇 명은 자수했지만, 즈뱌디스트 팀의 지도자 고차 에세부아는 탈출했고 3월 31일에 경찰의 총에 맞아 죽었다.
1998년 10월 18일에, 조지아에서 두 번째로 큰 도시 쿠타이시 근교에서, 이전 즈뱌디스트 간부 아카키 엘리아바 대령이 이끄는 반란 시도가 있었다. 반란이 붕괴되고 난 후에, 일리아바와 그의 수하들은 사메그렐로 숲속으로 숨어들었다. 그가 2000년에 안보부 장교에게 저격당할 때까지, 일리아바는 정부에게 오래 지속되는 문제들을 안겨줬다.
2004년 1월 26일에, 새롭게 선출된 대통령 미헤일 사카시빌리는 공식적으로 감사쿠르디아의 명예 회복을 하려했다. 그 이유는 그가 "우리 사회의 분리의 끝을 보자."라고 했던 것은 사카시빌리가 보고자 했던 것이며, 감사쿠르디아의 노력이 전복되어 오래 지속되는 정치적으로 불온한 영향들을 해결하려 했기 때문이었다. 사카시빌리는 1993~1994년에 셰바르드나제의 정부에 의해 체포되어 계속 교도소에 수감되어 있던 32명의 감사쿠르디아 지지자들을 석방해 주기도 했다.
압하지야와 남오세티야에서 조지아와 분리주의자들 간의 관계는 긴장감이 남아있었고 2008년 남오세티야 전쟁기간 동안에 새롭게 된 교전을 이끌었다.

## 같이 보기
- 조지아-압하스 충돌
- 조지아-오세티야 충돌
- 조지아의 역사

## 참고 문헌
1. ↑  "Pretty Fat Turkey" 보관됨 2013-07-21 - 웨이백 머신, TIME Magazine, November 27, 1933
2. ↑  America Abroad 보관됨 2013-08-13 - 웨이백 머신, TIME Magazine, June 10, 1991
3. ↑  “The Jamestown Foundation, Volume 1, Issue 57 (July 22, 2004)”. 2008년 8월 25일에 원본 문서에서 보존된 문서. 2010년 8월 31일에 확인함.